# Anoplocapros
Anoplocapros is een geslacht van straalvinnige vissen uit de familie van de doosvissen (Aracanidae). Het geslacht is voor het eerst wetenschappelijk beschreven in 1855 door Johann Jakob Kaup.

## Synoniemen
- = Strophiurichthys Fraser-Brunner, 1935[2]

## Soorten
- Anoplocapros lenticularis (Richardson, 1841)
- Anoplocapros inermis (Fraser-Brunner, 1935)
  - = Strophiurichthys inermis Fraser-Brunner, 1935
- Anoplocapros amygdaloides Fraser-Brunner, 1941